# Hot Ball (гра)
Hot Ball: Save It! — хардкорна казуальна мобільна гра у жанрі аркада, розроблена PlayGoCorporation, та випущена на платформу Android та пізніше на iOS.

## Ігровий процес
Гравець керує м'ячем, який відбивається від стін ігрового світу. Щоб зберегти м'яч гравцю необхідно торкатися екрану, щоб вчасно змінити траєкторію руху, та не врізатися перешкоду. Перешкоди в цій грі представлені - трикутником. При зіткненні з ними гра завершується. При зіткненнях в стіну та не зіткненням в перешкоду, зараховується 1 віртуальне очко. В грі можна ділитися результатом. Змагатися в таблиці рекордів та відкривати досягнення. Гра кидає тобі виклик, пригоди ось-ось почнуться.

## Вихід
Hot Ball була випущена 13 листопада 2022 року, з підтримкою Android 5.1 (Lollipop) та вище. 11 січня 2023 року гру було опубліковано на платформу IOS.